# Kap Huinga
Das Kap Huinga ist ein wuchtiges Kap in der antarktischen Ross Dependency. An der Shackleton-Küste liegt es an der Nordflanke der Mündung des Robb-Gletschers in das Ross-Schelfeis. 
Die Südgruppe einer von 1959 bis 1960 durchgeführten Kampagne im Rahmen der New Zealand Geological Survey Antarctic Expedition nutzte das Kap im November 1959 als Treff- und Sammlungsort. Die Benennung ist einem Begriff aus dem Māori für solch einen Ort entliehen.